# 高静涛
高静涛（1874年—1958年），名俊浵，以字行，直隶衡水县（今衡水市桃城区）人。
高静涛于1903年中清代末科河南乡试举人。次年，赴日本留学，就读于东京法政大学。毕业回国后，曾在冀县任中学监督。后当选直隶省咨议局议员、议长。1911年参与发起成立宪友会。中华民国成立后，当选河北省议会议员。1913年至1914年间曾代理北洋法政专门学校校长，期间曾资助李大钊赴日本留学。后任直隶省警察厅科员。1926年起任北平研究院历史研究所编辑。1936年辞职，返乡休养、开办民学。中华人民共和国成立后，高静涛被聘为河北省文史馆馆员，并曾当选衡水县第一届人大代表。1958年因病逝世，终年84岁。